# John Croker
Pour les articles homonymes, voir Croker.
John Croker, né en Saxe le 21 octobre 1670 et mort le 21 mars 1741, connu dans sa jeunesse sous le nom de Johann Croker et figurant aussi dans les documents officiels sous le nom de Crocker, est un maître bijoutier qui émigra à Londres, où il devint médailleur et grava les coins de monnaies et de médailles anglaises, puis britanniques.
Durant la majeure partie de sa vie adulte, Croker travailla en Angleterre au service d'hôtels des monnaies provinciaux et de la tour de Londres. Pendant quelque sept ans, il grava les poinçons des monnaies du roi William III et de la reine Anne avant de devenir graveur en chef à la Monnaie royale, poste qu'il occupa de 1705 jusqu'à sa mort.

## Biographie
Croker naît à Dresde en 1670. Il est le fils d'un ébéniste et sculpteur sur bois à la cour de Jean-Georges II de Saxe, et de Rosina Frauenlaub. Ayant perdu très jeune son père, il est placé comme apprenti chez son parrain, orfèvre et bijoutier de Dresde. Après avoir terminé son apprentissage, il émigre d'abord aux Pays-Bas puis, en 1691, en Angleterre, où il anglicise son prénom et se fait appeler John. Il y est engagé par un bijoutier et y travaille comme médailleur. En 1697, il devient l'un des assistants du graveur en chef de la Monnaie royale, Henry Harris,. Après la mort de Harris en 1704, Croker demande à Sidney Godolphin, lord grand trésorier d'Angleterre, à succéder à Harris, déclarant qu'il avait

« par ordre des lords commissaires du Trésor, succédé à M.  James Rotier dans la gravure des poinçons et des coins des monnaies à la Tour et à cinq hôtels des monnaies provinciauyx et rempli les fonctions de graveur à la Monnaie ou à ces hôtels des monnaies sous la direction de M. Harris au cours des sept années passées. »

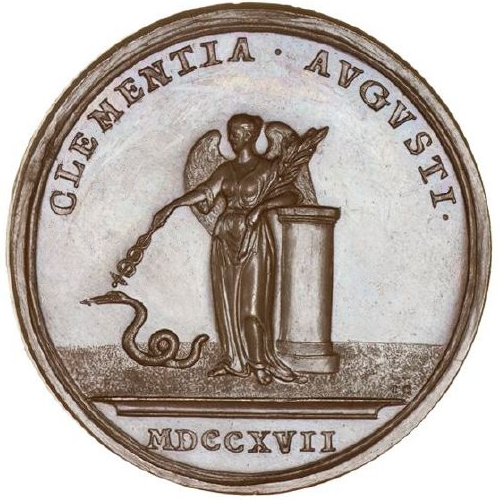
Médaille de Croker pour commémorer l'Act of Grace and Free Pardon de 1717, signée « I C » (Iohannis Croker) en date de 1717

Sur la recommandation des dirigeants de la Monnaie, Croker est nommé graveur en chef le 7 avril 1705. La même année, il épouse une dénommée Franklin, qui lui donne une fille qui mourra dans l'enfance.
Peu après sa nomination à la Monnaie, Croker obtient la confirmation de son droit d'émettre des médailles à son compte, car on y voit un moyen de conserver ses compétences de graveur. Frappée en argent et en bronze, la médaille ci-contre (signée « I. C. » et non « J. C. », car l'inscription est en latin) commémore l'Act of Grace and Free Pardon (en), grâce à laquelle des centaines de jacobites furent libérés presque deux ans après le soulèvement jacobite de 1715. Sur l'avers figure l'effigie du roi George Ier, et sur le revers, la figure ailée de la Clémence chapeautée des mots CLEMENTIA AVGVSTI. Elle porte dans sa main gauche un rameau d'olivier et, dans sa main droite, un caducée avec lequel elle touche un serpent en fuite qui représente la Rébellion,,.
Presque tous les coins des monnaies de la reine Anne et du roi George Ier furent gravés par Croker et, jusqu'en 1740, nombre de ceux des monnaies de George II. Il créa aussi un grand nombre de médailles. En 1729, le maître de la Monnaie admit avec quelque crainte que Croker était alors « le seul homme encore vivant qui avait fait jusque-là les poinçons pour l'effigie de la monnaie » et recommanda la nomination d'un assistant, John Sigismund Tanner, qui n'avait alors que 24 ans.
Croker perdit sa femme en 1735. Il jouit d'une bonne santé et d'une bonne vue jusqu'à deux ans avant sa mort. Bien que malade, il fit encore quelques gravures et il aimait lire dans son temps libre. Il mourut le 21 mars 1741 et fut remplacé par son assistant, Tanner.

## Médailles
Les principales médailles créées par Croker illustrent les personnes ou événements suivants :
- L'état de la Bretagne après le traité de Ryswick, 1697 ;
- L'accession au trône, 1702 ;
- Le couronnement, 1702 (médaille officielle) ;
- Anne et le prince Georges de Danemark, 1702 ;
- L'expédition à la baie de Vigo, 1702 (vue du port de Vigo) ;
- La capitulation des villes de la Meuse, 1702 ;
- Les villes capturées par Marlborough, 1703 ;
- Le Queen Anne's Bounty (en), 1704 ;
- La bataille de Blenheim, 1704 ;
- La capture de Gibraltar, 1704 ;
- La libération de Barcelone, 1706 ;
- La bataille de Ramillies, 1706 ;
- L'union de l'Angleterre et de l'Écosse, 1707 ;
- La bataille d'Oudenarde, 1708 ;
- La prise de la Sardaigne et de Minorque, 1708 ;
- La prise de la citadelle de Lille, 1708 ;
- La prise de la ville de Tournay, 1709 ;
- La bataille de Malplaquet, 1709 ;
- La prise de Douai, 1710 ;
- La bataille d'Almenara, 1710 ;
- Le franchissement des lignes françaises et la prise de Bouchain, 1711 ;
- La paix d'Utrecht, 1713 ;
- La reine Anne (portrait en médaille) ;
- L'arrivée de George en Angleterre, 1714 ;
- L'entrée à Londres, 1714 ;
- Le couronnement, 1714 (médaille officielle) ;
- La bataille de Sheriffmuir, 1715 ;
- La prise de Preston, 1715 ;
- L'Act of Grace, 1717 illustrée plus haut ;
- Le traité de Passarowitz, 1718 ;
- La bataille du cap Passaro, 1718 ;
- Caroline, princesse de Galles, 1718 ;
- La renaissance de l'ordre du Bain, 1725 ;
- Sir Isaac Newton, 1726 ;
- Le couronnement de George II, 1727 (médaille officielle) ;
- Le couronnement de la reine Caroline, 1727 (médaille officielle) ;
- Le traité de Vienne de 1731 ;
- La famille royale, 1732 (avers de Croker, revers de J. S. Tanner).